# Turdoides caudata
El turdoide indio (Turdoides caudata) es una especie de ave paseriforme de la familia Leiothrichidae propia del sur de Asia. Su hábitat natural son las zonas de matorral seco y abiertas. 